# Кустовцы (Хмельницкий район)
Ку́стовцы (укр. Кустівці) — село на Украине, находится в Хмельницком районе Винницкой области.
Код КОАТУУ — 0524883501. Население по переписи 2001 года составляет 429 человек. Почтовый индекс — 22081. Телефонный код — 4338.
Занимает площадь 2,8 км².

## Адрес местного совета
22044, Винницкая область, Хмельницкий р-н, с. Рогинцы, ул. Ленина, 3